# Carl H. Mau

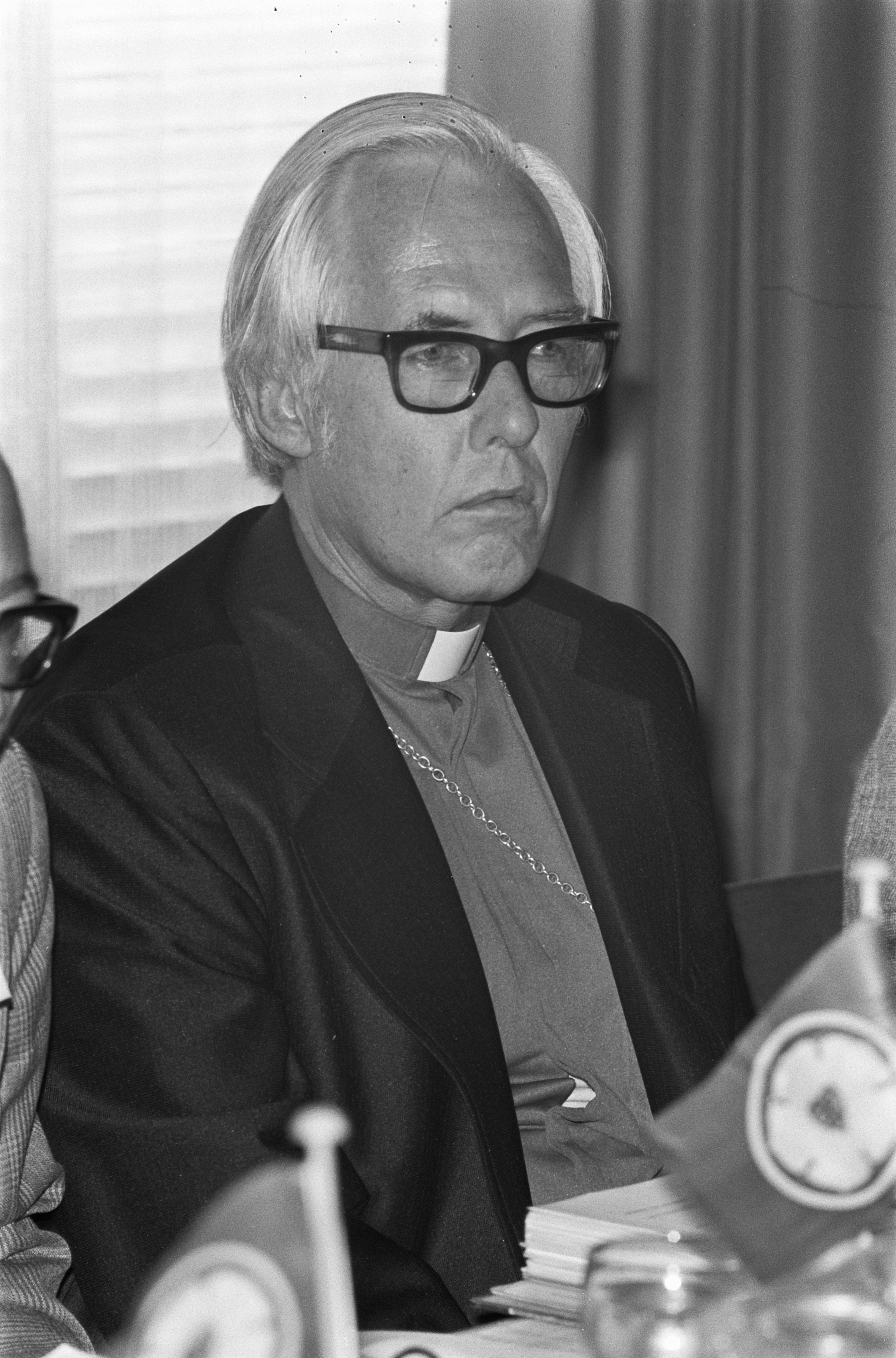
Carl H. Mau (1975)

Carl Henning Mau (* 22. Juni 1922 in Seattle; † 31. März 1995 in Des Moines (Washington)) war ein US-amerikanischer lutherischer Theologe und Generalsekretär des Lutherischen Weltbundes (LWB).

## Leben
Mau stammte aus einer alten schleswig-holsteinischen Pfarrerfamilie. Sein Vater Henning C. Mau (1885–1964), ein Sohn des Kieler Pastors Heinrich Mau, wanderte 1907 aus Kiel in die Vereinigten Staaten aus. Er besuchte bis 1944 das Washington State College und studierte anschließend Theologie an der Willamette University, der University of Pennsylvania und am Lutheran Theological Seminary in Philadelphia. 1946 wurde er als Pastor der Amerikanischen Lutherischen Kirche ordiniert. Mau baute eine missionierende Gemeinde in Portland (Oregon) auf, ging dann im Juni 1950 für den Lutherischen Weltbund nach Deutschland, wo er als Berater für zwischenkirchliche Hilfe in Hannover tätig war. Zeitweilig war er Pastor in der hannoverschen Landeskirche. 1957 kehrte er in die Vereinigten Staaten zurück und wurde Pastor der Luther Memorial Church in Tacoma. Ab 1960 war er Studentenpastor an der University of Wisconsin und Direktor der Wisconsin Lutheran Student Foundation.
Ab 1962 war Mau an der Durchführung der Vierten Vollversammlung des Lutherischen Weltbundes in Helsinki beteiligt. 1964 wurde er beigeordneter Generalsekretär des LWB in Genf, 1972 Generalsekretär des US-Nationalkomitees des LWB. Am 24. Juli 1974 wählte ihn der Gesamtvorstand bei seiner Sitzung in Northfield zum Generalsekretär des Lutherischen Weltbundes. In diesem Amt setzte er sich besonders für die Versöhnung zwischen Ost und West ein; so kam es 1984 zur ersten LWB-Vollversammlung jenseits des Eisernen Vorhangs (in Budapest). Nach dem Ende seiner Amtszeit 1985 kehrte Mau in die USA zurück und übernahm ein Pfarramt in Washington, D.C. 1989 trat er in den Ruhestand.

## Auszeichnungen
- Wichern-Medaille des Diakonischen Werkes
- Verdienstkreuz Erster Klasse der Bundesrepublik Deutschland (1957)
- Ehrendoktor der Theologie des Wagner College in New York